# Ernst Ellberg
Ernst Ellberg   (Söderhamn, 11 de desembre de 1868 - Engelbrekt, 14 de juny de 1948) va ser un compositor suec.
Ellberg va estudiar composició amb Joseph Dente i violí amb Johan Lindberg al Conservatori d'Estocolm. Durant els anys 1887 – 1905 va ser viola a la Capella de la Cort Reial. En 1904 va succeir a Dente i va ensenyar al conservatori composició, contrapunt i instrumentació fins a 1933, després durant deu anys en instrumentació per a músics militars.
Ellberg es va convertir en membre de la Reial Acadèmia Sueca de Música el 1912 i el 1916 va ser nomenat professor al conservatori. Durant els anys 1921–38, va ser adscrit a la junta del professorat de l'Acadèmia Musical.
Va ensenyar, entre d'altres, a Hilding Rosenberg, Lars-Erik Larsson i Dag Wirén .

## Composicions (selecció)
- Quartet de corda en mi bemoll major (1890), obra de debut.
- Introducció i fuga per a orquestra de corda en do major (1891)
- Obertura en fa menor (1892)
- Quintet de corda en fa major (1895)
- Simfonia en re major (1896)
- ballet Un idil·li d'estiu, (1898), representat al Teatre Reial el 1899
- Vacances de primavera per a orquestra (1906)
- ballet La Ventafocs, (1906), representat al Teatre Reial el 1907
- Poemes de Filip Tammelin, musicats; Hola, Suècia! , "amb motiu del Tren del Granger a Estocolm el 6. febrer 1914” (1914)
- Marxa festiva en la major, expectant (1938)
- òpera Rassa, construïda amb motius sami, premiada el 1947, no es va representar mai